# オリンピック選手
オリンピック選手（オリンピックせんしゅ）とは、オリンピックに出場する選手のことで、多くの場合、近代オリンピック（夏季オリンピック、冬季オリンピック）に出場した選手を指す。「オリンピアン」とも呼ばれる。なお、この用法は国際オリンピック委員会（IOC）がオリンピックの名称の使用を許可するパラリンピック、スペシャルオリンピックス、デフリンピックおよびユースオリンピックにも応用され、たとえばパラリンピック選手のことを「パラリンピアン」とも呼ぶ）。
以下については、特に断り書きがない限り日本での事例について記述する。

## 選考基準
各競技の協会、連盟等によって定められることが多いが、競技によって選考基準は異なる。概ね国内外の代表選手選考競技会の上位入賞者が選ばれる。
曖昧な選考基準により物議を醸す場合もある。2000年シドニーオリンピック時の千葉すず（水泳）のケースや、2004年アテネオリンピック時の高橋尚子（マラソン）のケース、さらには2008年北京オリンピック時の谷亮子のケースなどが、それに該当するケースとして上げられる。
また、出場が危ぶまれた変わった例としては、アテネオリンピック（2004年）時にテコンドーの団体の分裂が原因の岡本依子のケースもある。

### 強化選手
オリンピック選手として選定された者のうち、日本オリンピック委員会によって強化選手の認定を受けた者は、健康診断やコーチング、強化合宿などの便宜を受けることができる。

## 大会時
選手は選手団を形成し、現地に設けられたオリンピック選手村に滞在する。競技場へは専用バスなどを利用して移動する。

## 大会後の進路
大会後は競技者に戻る者もいれば、あるいは競技者としては引退し、指導者や解説者となる他、タレントなど別の分野で活動する者もいる。笹川スポーツ財団による調査では、引退後のオリンピアンの正規雇用率は55.7％、年収は300万円以下が最多であった。